# 王刚中
王刚中（?—?），字时亨，饶州乐平（江西省乐平市）人，南宋大臣。
王刚中博览强记。绍兴十五年（1145年），中进士第二名。任某州推官，改任左宣义郎。按先例当召试，秦桧恼怒他不来见自己，授为洪州教授。秦桧死后，被宋高宗召见，擢升为秘书省校书郎，升迁为著作佐郎。
宋孝宗当时为普安郡王，王刚中兼王府教授，每次侍讲，极力陈述古今治乱之故，君子小人忠佞之辨。升迁为中书舍人，上言：“御敌是今日先务，敌强则犯边，敌弱则请盟。现在不要考虑敌人之强弱，必先自治，选择将帅，寻找战士，充实边储，整备器械，国势富强，将帅优良士兵英勇，敌人请盟我们就做汉文帝，敌人犯边我们就做唐太宗。”宋高宗听从其言。当时西蜀选帅，皇帝说：“无以逾王刚中矣。”以龙图阁待制知成都府、制置四川。皇帝在便殿，临行时派遣赐给金带、象笏。进为敷文阁直学士。
吴璘官至大帅，其属下姚仲、王彦等也建节一方。守帅如果用文治则流于柔弱，号令不行；以武力相竞陷于暴虐，而下情不通。只有王刚中以法律己，示人以礼，不作高傲，驾驭属官恩威并行，羽檄纷至，从容裁决，都抓住关键。
敌人骑兵越过大散关，人情汹汹。王刚中跨着马，夜驰二百里，到吴璘帐中，责备他：“大将与国家共同安危，临敌怎得高枕安卧？”吴璘大惊。又以蜡丸密信送给张正彦让他驰援。西军聚集，金兵败走。想要奏捷，王刚中兼程驰还，对属官李焘说：“将帅之功，我有什么功劳。”李焘叹道：“亲身督战，功成不居，超过其他人很远了。”然后选择将士，把众人所推之人推举入朝，以备统帅之选。又上奏蜀地名士和幕府之贤能，以备部使、州官之佐。眼色下巴所指，内外都响应。淘汰遣散的使臣困乏不能谋生，王刚中以他们少壮之年冒锋刃作战，不可在年老之后斥弃，都招到帅府，有善于射箭的人恢复官禄品秩，以禁军阙额给他粮食，病废不能做事的，则给以义仓之米。
成都万岁池宽十里，能灌溉三乡只田，年久淤塞，王刚中集中三乡民夫一起疏通，堆土为堤防，上面种上榆柳，立石柱标记，州人指着说：“这是王公的甘棠。”府学的礼殿，是东汉兴平年间所建，后又建新学，世事多变，一天天坍塌，他委托九县修复如初。修葺诸葛武侯祠、张文定公庙，夷平黄巢墓，为百姓表彰善恶。有女巫蓄蛇作妖，杀蛇，女巫黥面。
宋孝宗受禅，王刚中以东宫僚属进左朝奉大夫，召他赴阙，他以足病请祠，提举太平兴国宫。回到番阳，营建园圃种植竹子，号称竹坞。
金国侵犯淮河，有旨催促王刚中入见，陈说战守之策。任命为礼部尚书、直学士院兼给事中，为卤簿使，任命为端明殿学士、签书枢密院事，进同知院事。王刚中说：“战守是实事，和议是虚名，不可以虚名妨碍实事。”又上奏四事：开屯田、省浮费、选将帅、汰冗兵。在政府做官时，得病去世，时年六十三岁，赠资政殿大学士、光禄大夫，谥恭简。
建炎年间，宋高宗命令阶州、成州、岷州、凤州四州为壮丁刺字让他们当兵，大家以此为忧。王刚中上书五害废除，命令下达，百姓欢呼，声震山谷。王刚中离开成都，蜀地父老拦路道别，有人追着送了数百里。他从布衣至公卿，没有其他嗜好，办公回家只以读书著文为乐。作品有《易说》、《春秋通义》、《仙源圣纪》、《经史辨》、《汉唐史要览》、《天人修应录》、《东溪集》、《应斋笔录》，一共百余卷。

## 延伸阅读
[在维基数据编辑]
 《宋史·卷386》，出自脱脱《宋史》